# 佐治·高漢
（英語： MBE，1939年10月22日—2022年12月23日）英格蘭足球運動員，司職右後衛。1966年世界盃，英格蘭奪冠球員之一。2009年入選英格蘭足球名人堂。

## 生平
1956年，佐治·高漢加入富咸，至1969年退役，職業生涯一生只效力富咸，出場459次。
1966年世界盃時，佐治·高漢擔任英格蘭國家隊副隊長及正選右後衛，最終英格蘭在決賽擊敗西德，奪得世界盃。至1967年退出國家隊，共上陣37次。
2022年12月23日逝世，享年83歲。